# Helicteres calcicola
Helicteres calcicola är en malvaväxtart som beskrevs av Brother Alain. Helicteres calcicola ingår i släktet Helicteres och familjen malvaväxter. Inga underarter finns listade i Catalogue of Life.